# Étoilé
Étoilé (von franz.: étoilé, sternenklar) ist eine seit 2016 nicht mehr weiter entwickelte  freie GNUstep-basierte Desktop-Umgebung. Ihr Aufbau ist modular und darauf ausgelegt, eine ressourcensparende und in der Handhabung einfache Desktop-Umgebung bereitzustellen. Weiterhin soll es eine Benutzerschnittstelle sein, die sowohl für kleine Geräte, wie etwa PDAs, als auch größere, wie Desktop-Computer, geeignet ist und mit der dadurch erreichten Einheitlichkeit die Anzahl der Oberflächen verringert, an die sich Benutzer solcher Geräte gewöhnen müssen. 

## Design

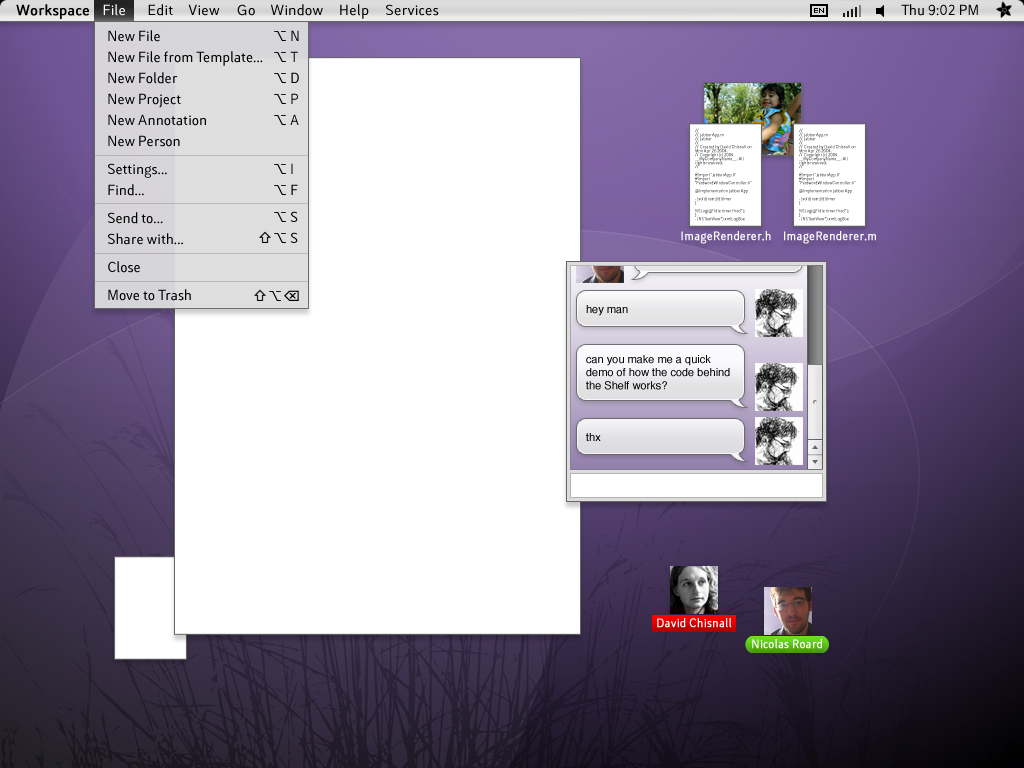
Konzept für den fertigen Desktop

Eine Étoilé zugrundeliegende Idee ist, die Dokumentorientiertheit in den Vordergrund zu stellen. Das heißt, dass sich die gesamte Desktopumgebung mehr wie eine einzige harmonische Anwendung für alle Zwecke präsentieren soll und weniger als eine Ansammlung von Programmen, die unter Umständen gar ein und denselben Vorgang unterschiedlich darstellen und so den Benutzer verwirren. Um dies zu verwirklichen, will man sogenannte Dienste einsetzen – also modulare Anwendungen, die viel stärker zusammen wirken, als dies bisher üblich war. Vom Aussehen erinnert Étoilé an Mac OS X mit seinem Dock und der zentralen Menüleiste.

### Fenstermanager
Da Étoilé auf einem System läuft, das ein X11-Grafiksystem verwendet, wird ein Fenstermanager benötigt. Bisher erfüllte auf GNUstep-basierten Desktops der GNU Window Maker diese Aufgabe. Da dieser aber selbst nicht auf GNUstep, sondern auf WINGs („WINGs is not GNUstep“) basiert, stellt sich den Benutzern das Problem, dass sich der GNU Window Maker anders verhält als ein originäres GNUstep-Programm. Beispielsweise müssen das Aussehen betreffende Einstellungen, wie etwa die Schriftenglättung am Bildschirm, doppelt vorgenommen werden. Da dies dem Grundsatz einer möglichst übersichtlichen Benutzeroberfläche widerspricht und darüber hinaus auch für Programmierer zu einer unschönen Konstellation von Doppelgleisigkeiten führt, hat man sich entschieden, einen neuen Fenstermanager namens „Azalea“ zu entwickeln, der eine echte GNUstep-Anwendung ist.

## Portierbarkeit
Dadurch, dass Étoilé auf GNUstep aufsetzt, sollen der Entwicklungsaufwand für Programme und die für deren Portierung auf die entsprechenden Plattformen nötige Arbeit verringert werden. Weiters ermöglicht die Verwendung der OpenStep-konformen GNUstep-Integrierte Entwicklungsumgebung eine schnelle Portierung von Programmen, die für Mac OS X mit Cocoa bzw. Objective-C  geschrieben wurden.
Das Étoilé-Projekt kooperierte mit dem GNUstep-Projekt und auch dem Backbone-Projekt. Es stellt Frameworks, UI-Richtlinien und Dokumentation zur Verfügung, um GNUstep-Entwicklern das Programmieren von Étoilé-konformen Diensten (entspricht Anwendungen) zu erleichtern.

## Alternativen
- NEXTSPACE